# クレシー＝アン＝ポンティユー
クレシー＝アン＝ポンティユー （Crécy-en-Ponthieu）は、フランス、オー＝ド＝フランス地域圏、ソンム県のコミューン。

## 地理
南のアブヴィル、北のエダンをつなぐ道路の中間に位置する。

## 歴史
1346年、クレシーの戦いが起きた場所として知られる（実際は現在のコミューンの西、エストレ＝レ＝クレシーとの間の地点で起きた）。戦闘の場所とされる地点には十字架が立てられている。
1892年から1951年まで、ソンム県鉄道がクレシーを通っていた（現在は廃線）。

## 人口統計
| 1962年 | 1968年 | 1975年 | 1982年 | 1990年 | 1999年 | 2006年 | 2007年 |
| ------ | ------ | ------ | ------ | ------ | ------ | ------ | ------ |
| 1 529  | 1 564  | 1 595  | 1 583  | 1 491  | 1 577  | 1 548  | 1 536  |

## ゆかりの人物
- ボヘミア王ヤン - クレシーの戦いで戦死
- ジャン・ルモワヌ - クレシー生まれ。アラス司教、枢機卿となった。